# 熱帶風暴杜鵑 (2021年)
熱帶風暴杜鵑（英語：Tropical Storm Dujuan，國際編號：2101，聯合颱風警報中心：WP012021，菲律賓大氣地球物理和天文管理局：Auring）是2021年太平洋颱風季第1個被命名的風暴。「杜鵑」一名由中國所提供，指杜鵑花。

## 發展過程
2月13日，一個熱帶擾動在歐里皮克環礁西南方海域生成，美國海軍研究實驗室給予擾動編號91W。
2月15日下午2時，聯合颱風警報中心將其評級提升為「中」。
2月16日晚間8時，日本氣象廳將其升格為熱帶低氣壓。晚間10時，聯合颱風警報中心將其評級提升為「高」，並對其發布熱帶氣旋形成警報。
2月17日上午8時，日本氣象廳對其發布烈風警報。同時，台灣中央氣象局將其升格為熱帶性低氣壓，給予編號TD01。下午2時，聯合颱風警報中心將其升格為熱帶低氣壓，給予熱帶氣旋編號01W。
2月18日上午8時，聯合颱風警報中心率先將其升格為熱帶風暴。上午11時，香港天文台及菲律賓大氣地球物理和天文管理局將其升格為熱帶低氣壓及熱帶風暴。下午2時，日本氣象廳將其升格為熱帶風暴，給予國際編號2101，並命名「杜鵑」。同時，台灣中央氣象局和中國國家氣象中心將其升格為輕度颱風和熱帶風暴。晚間8時，香港天文台將其升格為熱帶風暴。
2月19日，菲律賓大氣地球物理和天文管理局一度把杜鵑提升為強烈熱帶風暴，是唯一一間升格這個級別的機構。
2月20日上午8時，聯合颱風警報中心將其降格為熱帶性低氣壓。受風切變影響，當時杜鵑出現兩個中心，但風場分析的風力均錄得烈風程度，其中北面更錄得暴風程度的風力。
2月22日上午8時，日本氣象廳將其降格為熱帶低氣壓。上午11時，菲律賓大氣地球物理和天文服務管理局表示杜鵑於巴塔島登陸。同時，聯合颱風警報中心對其發出最後警告。
2月23日上午8時，日本氣象廳在天氣圖上移除該系統。

## 影響

### 菲律賓
當地發出之最高風暴信號：二號風暴信號
菲律賓大氣地球物理和天文服務管理局於2月18日晚上11時對民答那峨島東達沃省及金達沃省東部發出一號風暴信號。並於2月21日上午5時對維薩亞斯群島東薩馬省南部、民答那峨島北蘇里高省及迪納加特群島發出二號風暴信號。

## 熱帶氣旋警告使用紀錄

### 菲律賓
| 菲律賓大氣地球物理和天文服務管理局 風暴信號 | 菲律賓大氣地球物理和天文服務管理局 風暴信號 | 菲律賓大氣地球物理和天文服務管理局 風暴信號 |
| ------------------------------------------- | ------------------------------------------- | ------------------------------------------- |
| 上一熱帶氣旋                                | 一號風暴信號                                | 下一熱帶氣旋                                |
| 熱帶風暴科羅旺                              | 一號風暴信號                                | 颱風舒力基                                  |
| 熱帶風暴科羅旺                              | 二號風暴信號                                | 颱風舒力基                                  |

## 外部連結
| 太平洋颱風季             |
| 主題頁 - 專題 - 編輯指南 |

- （日語）日本氣象廳首頁 （页面存档备份，存于）
- （英文）聯合颱風警報中心首頁 （页面存档备份，存于）
- （简体中文）中國國家氣象中心首頁 （页面存档备份，存于）
- （繁體中文）臺灣中央氣象局首頁 （页面存档备份，存于）
- （繁體中文）香港天文台首頁 （页面存档备份，存于）
- （繁體中文）澳門地球物理暨氣象局首頁 （页面存档备份，存于）
- （英文）菲律賓大氣地球物理和天文管理局 惡劣天氣公告 （页面存档备份，存于）
- （泰文）泰國氣象局首頁 （页面存档备份，存于）